# Station Fårup
Station Fårup is een voormalig spoorwegstation in Fårup, Denemarken. Het station lag aan de spoorlijn Randers – Aalborg van de DSB en aan de spoorlijn Mariager - Viborg van de Mariager-Faarup-Viborg Jernbane (MFVJ).
Station Fårup is op 18 september 1869 geopend als onderdeel van de spoorlijn van Randers naar Aalborg. Het stationsgebouw is ontworpen door Niels Peder Christian Holsøe. Op 1 juli 1927 werd het station tevens aangesloten op de nieuwe spoorlijn van Mariager naar Viborg, waarmee station Fårup een knooppunt van twee lijnen werd.
Op 29 mei 1965 werd het reizigersverkeer naar Viborg stilgelegd; op 31 maart 1966 eindigde ook het goederenverkeer. Naar Mariager bleven de goederentreinen nog rijden tot 1985, maar het reizigersvervoer werd al op 31 maart 1966  beëindigd.
In 1973 werd het station gesloten voor al het treinverkeer. Tot 1993 was er nog wel spoorwegpersoneel aanwezig. Het stationsgebouw is bewaard gebleven en is privaat eigendom.
108,5: Aarhus Hovedbanegård ·
Brabrand ·
Mundelstrup ·
Søften ·
131,8: Hinnerup ·
141,1: Hadsten ·
Lerbjerg ·
Laurbjerg ·
154,3: Langå ·
Stevnstrup ·
167,7: Randers ·
Svejstrup ·
Bjerregrav ·
Kousted ·
182,4: Fårup ·
Sønder Onsild ·
Øls ·
199,0: Hobro ·
Øster Doense ·
Hvarre ·
214,5: Arden ·
Mosskov ·
222,1: Skørping ·
229,5: Støvring ·
Annerup ·
234,1: Ellidshøj ·
239,2: Svenstrup ·
244,1: Skalborg ·
248,4: Aalborg